# David Ricketts
Pour les articles homonymes, voir Ricketts.
David Edward Ricketts, né le 10 juillet 1920 à Londres et mort en août 1996 au Pays-de-Galles, est un coureur cycliste britannique, professionnel de 1953 à 1959. 

## Biographie
En 1948, il remporte une médaille de bronze aux Jeux olympiques de Londres, lors de la poursuite par équipe avec Wilfred Waters, Robert Geldard et Tommy Godwin.

## Palmarès

### Jeux olympiques
- Londres 1948
  -  Médaillé de bronze de la poursuite par équipe (avec Wilfred Waters, Robert Geldard et Tommy Godwin)